# Relais 4 × 100 mètres masculin aux Jeux olympiques d'été de 2016 (athlétisme)
Pour un article plus général, voir Athlétisme aux Jeux olympiques d'été de 2016.
Navigation
Londres 2012 Tokyo 2020
L'épreuve du relais 4 × 100 mètres masculin aux Jeux olympiques de 2016 a lieu le 18 pour les séries (en fait une demi-finale) et le 19 août pour la finale dans le Stade olympique de Rio de Janeiro.

## Records
Avant cette compétition, les records dans cette discipline étaient les suivants :
| Record du monde  | 36 s 84 | Nesta Carter, Michael Frater, Yohan Blake, Usain Bolt | Jamaïque | 2012 | Londres |
| Record olympique | 36 s 84 | Nesta Carter, Michael Frater, Yohan Blake, Usain Bolt | Jamaïque | 2012 | Londres |

## Médaillés
| Or                                                           | Argent                                                            | Bronze                                                                          |
| Jamaïque Nickel Ashmeade Yohan Blake Usain Bolt Asafa Powell | Japon Asuka Cambridge Shōta Iizuka Yoshihide Kiryū Ryōta Yamagata | Canada Aaron Brown Andre De Grasse Akeem Haynes Brendon Rodney Mobolade Ajomale |

## Résultats

### Finale
| Rang               | Couloir | Pays              | Athlètes                                                              | Temps | Notes |
| ------------------ | ------- | ----------------- | --------------------------------------------------------------------- | ----- | ----- |
| Médaille d'or      | 4       | Jamaïque          | Asafa Powell, Yohan Blake, Nickel Ashmeade, Usain Bolt                | 37.27 |       |
| Médaille d'argent  | 5       | Japon             | Ryota Yamagata, Shota Iizuka, Yoshihide Kiryū, Asuka Cambridge        | 37.60 |       |
| Médaille de bronze | 7       | Canada            | Akeem Haynes, Aaron Brown, Brendon Rodney, Andre De Grasse            | 37.64 |       |
| 4                  | 6       | Chine             | Tang Xingqiang, Xie Zhenye, Su Bingtian, Zhang Peimeng                | 37.90 |       |
| 5                  | 1       | Grande-Bretagne   | Richard Kilty, Harry Aikines-Aryeetey, James Ellington, Adam Gemili   | 37.98 |       |
| 6                  | 2       | Brésil            | Ricardo de Souza, Vitor Hugo dos Santos, Bruno de Barros, Jorge Vides | 38.41 |       |
| -                  | 3       | États-Unis        | Mike Rodgers, Justin Gatlin, Tyson Gay, Trayvon Bromell               | DQ    |       |
| -                  | 8       | Trinité-et-Tobago | Keston Bledman, Rondel Sorrillo, Emmanuel Callender, Richard Thompson | DQ    |       |

### Séries
- Les 3 premiers de chaque série (Q) et les 2 meilleurs temps (q) se qualifient pour la finale.

#### Série 1
| Rang | Couloir | Pays                       | Athlètes                                                                    | Temps | Notes |
| ---- | ------- | -------------------------- | --------------------------------------------------------------------------- | ----- | ----- |
| 1    | 3       | États-Unis                 | Mike Rodgers, Christian Coleman, Tyson Gay, Jarrion Lawson                  | 37.65 | Q, SB |
| 2    | 4       | Chine                      | Tang Xingqiang, Xie Zhenye, Su Bingtian, Zhang Peimeng                      | 37.82 | Q, AR |
| 3    | 2       | Canada                     | Akeem Haynes, Aaron Brown, Brendon Rodney, Mobolade Ajomale                 | 37.89 | Q, SB |
| 4    | 6       | Turquie                    | İzzet Safer, Jak Ali Harvey, Emre Zafer Barnes, Ramil Guliyev               | 38.30 | NR    |
| 5    | 7       | France                     | Marvin René, Stuart Dutamby, Mickael-Meba Zeze, Jimmy Vicaut                | 38.35 | SB    |
| 6    | 8       | Antigua-et-Barbuda         | Chavaughn Walsh, Cejhae Greene, Jared Jarvis, Tahir Walsh                   | 38.44 | SB    |
| 7    | 5       | Saint-Christophe-et-Niévès | Jason Rogers, Kim Collins, Allistar Clarke, Antoine Adams                   | 39.81 |       |
|      | 1       | République dominicaine     | Mayobanex de Oleo, Yohandris Andújar, Stanly del Carmen, Yancarlos Martinez |       | DQ    |

#### Série 2
| Rang | Couloir | Pays              | Athlètes                                                                    | Temps | Notes |
| ---- | ------- | ----------------- | --------------------------------------------------------------------------- | ----- | ----- |
| 1    | 6       | Japon             | Ryota Yamagata, Shota Iizuka, Yoshihide Kiryu, Aska Cambridge               | 37.68 | Q, AR |
| 2    | 3       | Jamaïque          | Jevaughn Minzie, Asafa Powell, Nickel Ashmeade, Kemar Bailey-Cole           | 37.94 | Q, SB |
| 3    | 7       | Trinité-et-Tobago | Keston Bledman, Rondel Sorrillo, Emmanuel Callender, Richard Thompson       | 37.96 | Q, SB |
| 4    | 1       | Grande-Bretagne   | Richard Kilty, Harry Aikines-Aryeetey, James Ellington, Chijindu Ujah       | 38.06 | q     |
| 5    | 8       | Brésil            | Richard de Souza, Vitor Dos Santos, Bruno Barros, Jorge Vides               | 38.19 | q     |
| 6    | 4       | Allemagne         | Julian Reus, Sven Knipphals, Robert Hering, Lucas Jakubczyk                 | 38.26 |       |
| 7    | 5       | Cuba              | César Ruiz, Roberto Skyers, Reynier Mena, Yaniel Carrero                    | 38.47 |       |
| 8    | 2       | Pays-Bas          | Solomon Bockarie, Hensley Paulina, Liemarvin Bonevacia, Giovanni Codrington | 38.53 |       |

## Équipes qualifiées
Au 11 juillet 2016, sont qualifiées les huit équipes finalistes lors des Relais mondiaux 2015 à Nassau, plus les huit meilleures équipes ayant cumulé les deux meilleurs temps pendant la période de qualification, du 1er janvier 2015 au 11 juillet 2016. La liste est diffusée le 13 juillet 2016 par l'IAAF.

### Finalistes à Nassau 2015
Le 2 mai 2015. Les relayeurs ne sont pas nécessairement ceux qui seront sélectionnés olympiques.
| Rang | Pays                       | Relayeurs                                                                   | Temps        |
| ---- | -------------------------- | --------------------------------------------------------------------------- | ------------ |
| 1    | États-Unis                 | Mike Rodgers Justin Gatlin Tyson Gay Ryan Bailey                            | 37 s 38 (CR) |
| 2    | Jamaïque                   | Nesta Carter Kemar Bailey-Cole Nickel Ashmeade Usain Bolt                   | 37 s 68 (SB) |
| 3    | Japon                      | Kazuma Ōseto Kenji Fujimitsu Yoshihide Kiryū Kōtarō Taniguchi               | 38 s 20 (SB) |
| 4    | Brésil                     | Bruno de Barros Vítor Hugo dos Santos Aldemir da Silva Júnior Jorge Vides   | 38 s 63 (SB) |
| 5    | France                     | Pierre Vincent Christophe Lemaitre Pierre-Alexis Pessonneaux Emmanuel Biron | 38 s 81      |
| 6    | Saint-Christophe-et-Niévès | Jason Rogers Brijesh Lawrence Lestrod Roland Antoine Adams                  | 38 s 85      |
| 7    | Trinité-et-Tobago          | Keston Bledman Marc Burns Rondel Sorrillo Richard Thompson                  | 38 s 92      |
| 8    | Allemagne                  | Aleixo-Platini Menga Sven Knipphals Alexander Kosenkow Patrick Domogala     | 39 s 40      |

### Meilleurs temps 2015-2016
Résultats réalisés pendant la période de qualification dans des compétitions officielles.
| Rang | Pays                   |  | Temps                         |
| ---- | ---------------------- |  | ----------------------------- |
| 9    | Chine                  |  | 37 s 92 (2015) 38 s 01 (2015) |
| 10   | Canada                 |  | 38 s 03 (2015) 38 s 11 (2016) |
| 11   | Antigua-et-Barbuda     |  | 38 s 01 (2015) 38 s 14 (2015) |
| 12   | Royaume-Uni            |  | 38 s 12 (2016) 38 s 17 (2016) |
| 13   | Pays-Bas               |  | 38 s 41 (2015) 38 s 44 (2016) |
| 14   | Turquie                |  | 38 s 31 (2016) 38 s 69 (2016) |
| 15   | République dominicaine |  | 38 s 52 (2016) 38 s 61 (2016) |
| 16   | Cuba                   |  | 38 s 44 (2016) 38 s 70 (2016) |

## Résultats

### Séries (18 août)
Il y a eu deux séries. Les trois premiers de chaque course et les deux meilleurs temps se sont qualifiés pour la finale.

## Légende
Records et Performances
- AR : Record continental (area record)
- CR : Record des championnats (championship record)
- MR : Record du meeting (meet record)
- NR : Record national (national record)
- OR : Record olympique (olympic record)
- PR : Record paralympique (paralympic record)
- PB : Record personnel (personal best)
- SB : Meilleure performance personnelle de la saison (season's best)
- WL : Meilleure performance mondiale de l'année (world leader)
- WJR : Record du monde junior (world junior record)
- WR : Record du monde (world record)

Circonstances et Conditions
- DNF : N'a pas terminé (did not finish)
- DNS : N'a pas pris le départ (did not start)
- DQ : Disqualification (disqualification)
- NM : Aucun essai valable enregistré (No Mark)
- Q : Qualifié « directement » au prochain tour (ou à la prochaine compétition), lors d'une compétition majeure, grâce au classement ou à la réalisation des minima (automatic qualifier)
- q : Qualifié au prochain tour (ou à la prochaine compétition), lors d'une compétition majeure, grâce au repêchage ou à la réalisation de l'une des meilleures performances parmi celles des « non qualifiés directement » (grâce au meilleur temps ou à la meilleure distance par exemple) (secondary qualifier)